# Alliance (Nouvelle-Zélande)
Pour les articles homonymes, voir Alliance.
L'Alliance (en anglais : Alliance est un parti politique de Nouvelle-Zélande ayant existé de 1991 à 2015. Il est formé de l'alliance quatre partis de gauche : le Parti néo-travailliste (une scission du Parti travailliste), Mana Motuhake (un parti maori), le Parti démocrate (défenseur du crédit social) et le Parti vert d'Aotearoa Nouvelle-Zélande.

## Résultats électoraux

### Élections parlementaires
| Année | Voix    | %     | Sièges   | Gouvernement                  |
| ----- | ------- | ----- | -------- | ----------------------------- |
| 1993  | 350 063 | 18,21 | 2 / 99   | Opposition                    |
| 1996  | 209 347 | 10,10 | 13 / 120 | Opposition                    |
| 1999  | 159 859 | 7,74  | 10 / 120 | Gouvernement Helen Clark (en) |
| 2002  | 25 888  | 1,27  | 0 / 120  | Extra-parlementaire           |
| 2005  | 1 641   | 0,07  | 0 / 121  | Extra-parlementaire           |
| 2008  | 1 721   | 0,08  | 0 / 122  | Extra-parlementaire           |
| 2011  | 1 069   | 0,05  | 0 / 121  | Extra-parlementaire           |
| 2014  | 0       | 0,0   | 0 / 121  | Extra-parlementaire           |